# 大西ゆか
大西 ゆか（おおにし ゆか、1975年 - ）は、ソプラノ歌手。

## 経歴
福岡県北九州市出身。東京芸術大学卒業、同大学院修了。二期会オペラ研修所第49期マスタークラス修了。修了時に奨励賞・優秀賞受賞。
第46回西日本新人演奏会にてテレビ西日本賞受賞。第25回飯塚新人音楽コンクール大賞、併せて文部科学大臣賞を受賞。平成18年度北九州市民文化奨励賞を受賞。
2011年の時点では聖母大学の非常勤講師も務める傍ら歌手としての活動も続け、同業者の集団“アミーチ・デッラ・リリカ”に参加しているほか、地元の特命文化大使にもなっている。